# Fondo Negro
Fondo Negro es una localidad y  Distrito municipal dominicano, ubicado en la provincia de Barahona con una población de unos 3,400 habitantes según municipio de Vicente noble, año 2010.